# Road FC Into League Pro 002
ROAD FC 인투리그 프로 002는 대한민국의 종합격투기 단체 로드 FC가 2013년 9월 1일 전라남도 순천시 PCK 체육관에서 개최한 인투리그 프로 두번째 대회이다. '로드 FC 인투리그 프로'는 로드FC 선수들의 경기감각의 일환으로 런칭한 대회로 매 대회 때마다 메인이벤트와 코메인 이벤트가 장식되며 5분 2라운드 영건즈 프로룰로 펼쳐진다. 숙식과 파이트 머니도 제공되며 토너먼트에서 우승하면 우승상금과 함께 로드FC 영건스 대회 오프닝 경기에 출전하는 기회도 얻게 된다. 원래 '로드 FC 인투리그'는 아마추어들을 위한 대회이지만 '로드 FC 인투리그 프로'는 셔독에도 전적이 올라가는 소규모의 프로 대회다.

### 토너먼트 결과!
토너먼트 제 1경기 조인행과 곽종현의 경기는 2라운드 내내 치열한 타격과 그라운드 공방 끝에 곽종현의 판정승으로 돌아갔다. 제 2경기 김규화와 조승규의 경기는 신인선수들답게 시종일관 멈추지 않는 타격전과 레슬링 공방 끝에 김규화가 결승에 올랐다. 곽종현과 김규화가 펼친 결승전은 2라운드에서 승부가 나지 않았고, 연장 3라운드에 돌입하여 체력적으로 우위를 점한 김규화가 초크에 의한 서브미션으로 승리를 따냈다. 이 승리로 김규화는 10월12일 구미 박정희체육관에서 대회서 로드 FC 영건즈 대회 오프닝 경기에 출전하는 기회를 얻게 된다. 이날 메인 이벤트는 이형석과 박대성의 경기였고 박대성이 판정승을 거두었다...!